# Morolake Akinosun
Morolake Akinosun (* 17. Mai 1994 in Lagos, Nigeria) ist eine US-amerikanische Sprinterin.
2015 erreichte sie bei den Panamerikanischen Spielen in Toronto über 100 Meter das Halbfinale und siegte mit dem US-Team in der 4-mal-100-Meter-Staffel.

## Persönliche Bestzeiten
- 60 m (Halle): 7,08 s, 5. März 2017, Albuquerque
- 100 m: 10,95 s, 3. Juli 2016, Eugene
- 200 m: 22,52 s, 13. Juni 2015, Eugene
  - Halle: 23,35 s, 11. März 2016, Birmingham (Alabama)